# 塞浦路斯民事同居
塞浦路斯自2015年12月9日起允许同性伴侣登记民事同居而承认同性结合。2015年11月26日塞浦路斯议会通过了民事同居的法案。法律刊载于官方公报后在2015年12月9日起生效。

## 统计
塞浦路斯第一对民事同居是在2016年1月29日由一对女性伴侣登记的。第一次公开仪式是在2016年3月4日由一对男性伴侣在首都尼科西亚举行的。
从2016年1月到10月，大约有70对同性伴侣登记了民事同居。
不過要注意的是塞浦路斯的民事同居範圍並不包括實際上獨立的北塞浦路斯共和國。